# 567 Eleutheria
567 Eleutheria је астероид главног астероидног појаса са пречником од приближно 93,41 km.
Афел астероида је на удаљености од 3,429 астрономских јединица (АЈ) од Сунца, а перихел на 2,834 АЈ.
Ексцентрицитет орбите износи 0,095, инклинација (нагиб) орбите у односу на раван еклиптике 9,270 степени, а орбитални период износи 2024,750 дана (5,543 година).
Апсолутна магнитуда астероида је 9,16 а геометријски албедо 0,043.
Астероид је откривен 28. маја 1905. године.